# 范正
范正（?—?），北宋青州從事，其兄弟范質為後周及北宋兩朝宰相，有兩子分別為興元少尹范晞及右諫議大夫、知制誥及永興軍路安撫使范杲。范正在其子年幼時已經身故。，另有兩孫皆為北宋官員，而其中一人范坦為進士。